# 古列斯坦宮
古列斯坦宮（波斯語：‎，Kākh-e Golestān），意為「花園宮」，是伊朗首都德黑蘭的宮殿建築。古列斯坦宮主體建築可追溯至薩法維王朝，後來愷加王朝定都德黑蘭，古列斯坦宮正式成為皇室宮殿。伊斯蘭革命勝利後，古列斯坦宮成為博物館向公眾開放。
2005年，伊朗向聯合國教科文組織將古列斯坦宮申報為世界遺產，到了2013年第37屆世界遺產大會，古列斯坦宮正式登錄為世界文化遺產。

## 历史
古列斯坦宮建筑群始建于萨法维王朝塔赫玛斯普一世统治时期，桑德王朝卡里姆汗统治时期进行了翻修。卡扎尔王朝时期，阿迦·穆罕默德汗迁都德黑兰，自此该建筑群成为卡扎尔王朝宫廷官邸所在。该建筑群大部分建筑物于卡扎尔王朝落成，目前的主体建筑建造于1865年。
巴列维王朝时期，古列斯坦宮用于正式王室接待和重要仪式，如礼萨汗和巴列维国王的加冕仪式。1925年至1945年间，由于城市发展的需要，古列斯坦宮的部分附属建筑在礼萨汗的命令下被摧毁。

## 建筑
古列斯坦宮建筑群由17座建筑构成，包括宫殿、博物馆和礼堂，以及三个档案室。

### 大理石王座

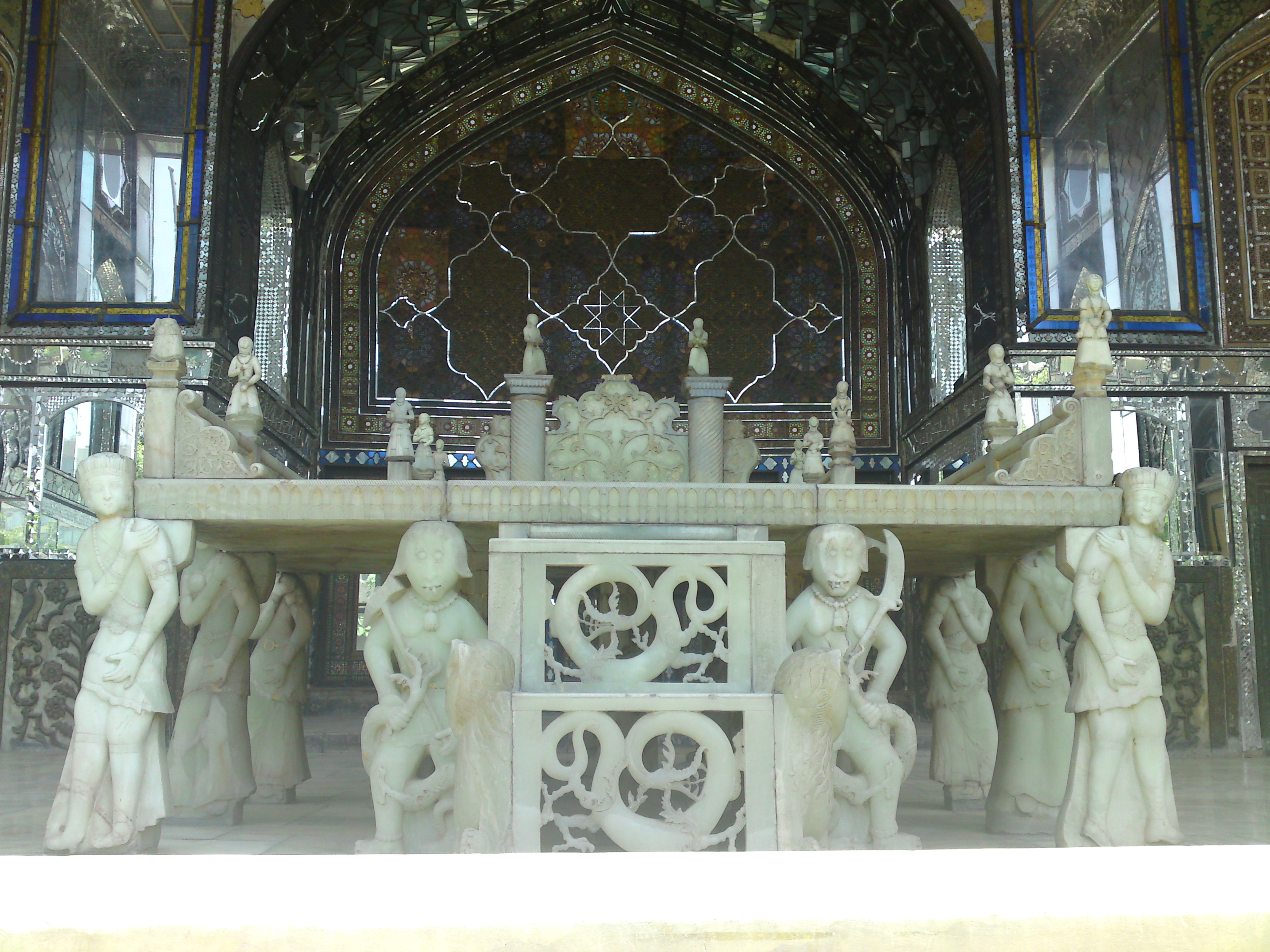
大理石王座

大理石王座位于伊万的中央，由65块大理石构成。其建于1806年，后在纳赛尔丁沙阿在位期间进行了进一步装饰。王座的台面由男人、女人、精灵和恶魔形象的塑像和11跟螺旋花纹柱支撑，台面上的护栏上还有多个人物小塑像。王座上饰有浮雕，珐琅，木雕等装饰物，体现了伊朗建筑艺术的精华。卡扎尔王朝的历代君主以及1925年巴列维王朝礼萨汗的加冕仪式均在该王座上举行。

### 卡里姆汗的隐匿处
卡里姆汗的隐匿处（波斯語：‎，Khalvat e Karim Khani）是古列斯坦宮内的一个露台，最早可追溯至1759年，是桑德王朝卡里姆汗居所的一部分。其内有一个较小的大理石王座和一个喷泉，泉水自地下的坎儿井引出，流经喷泉后，再引向宫殿外的庭院。卡扎尔王朝时期，纳赛尔丁沙阿十分钟爱此处。

## 圖集

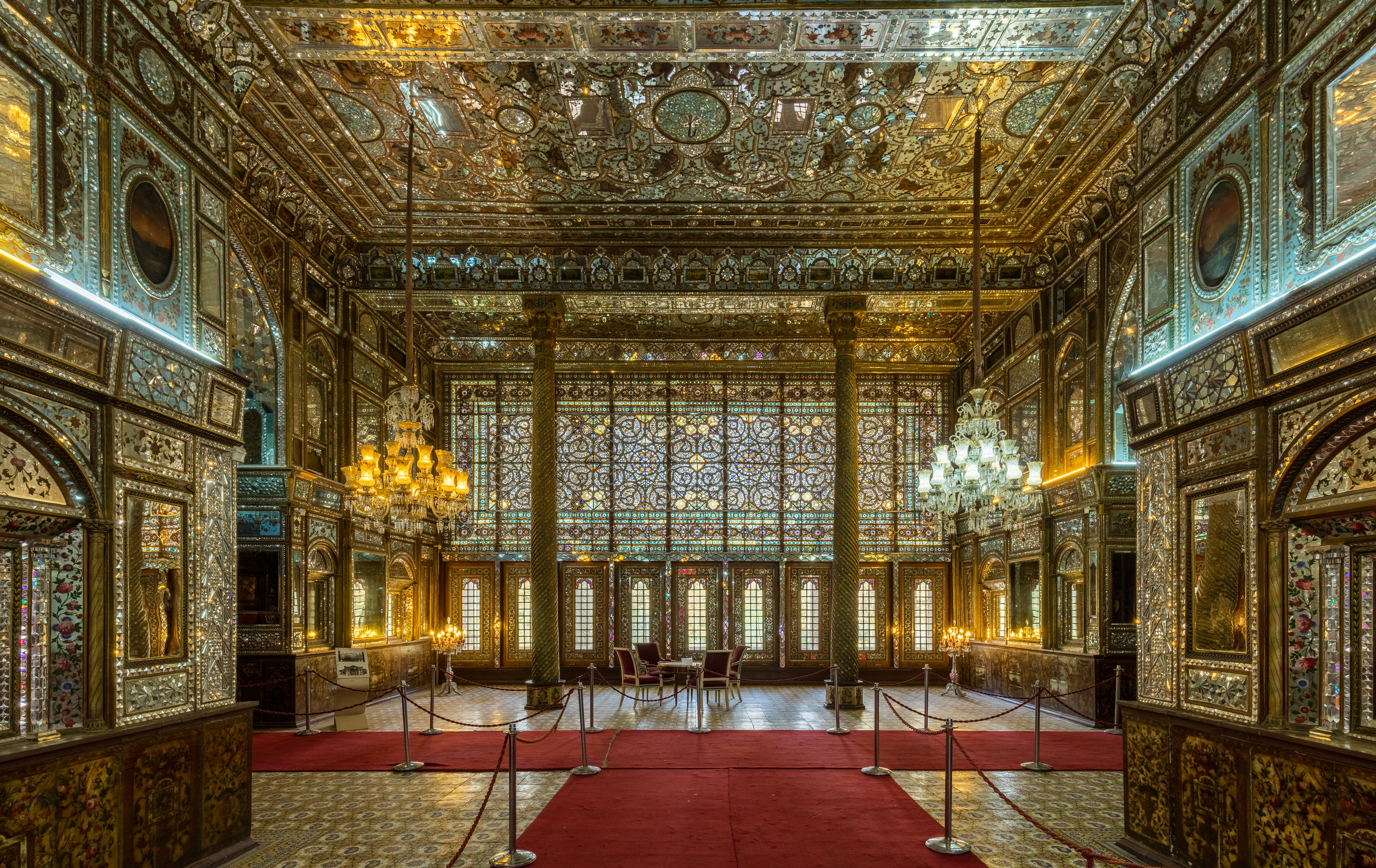
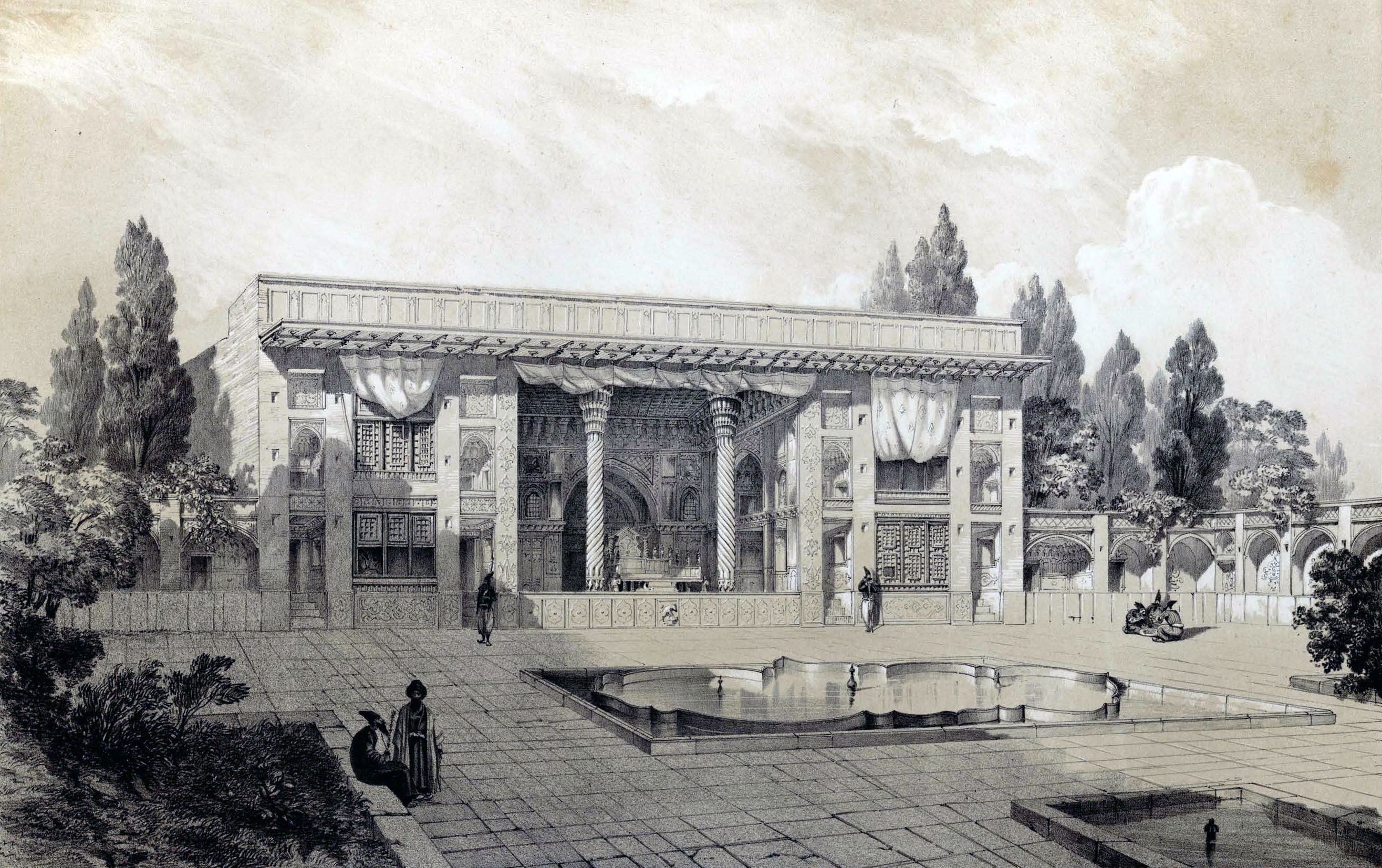
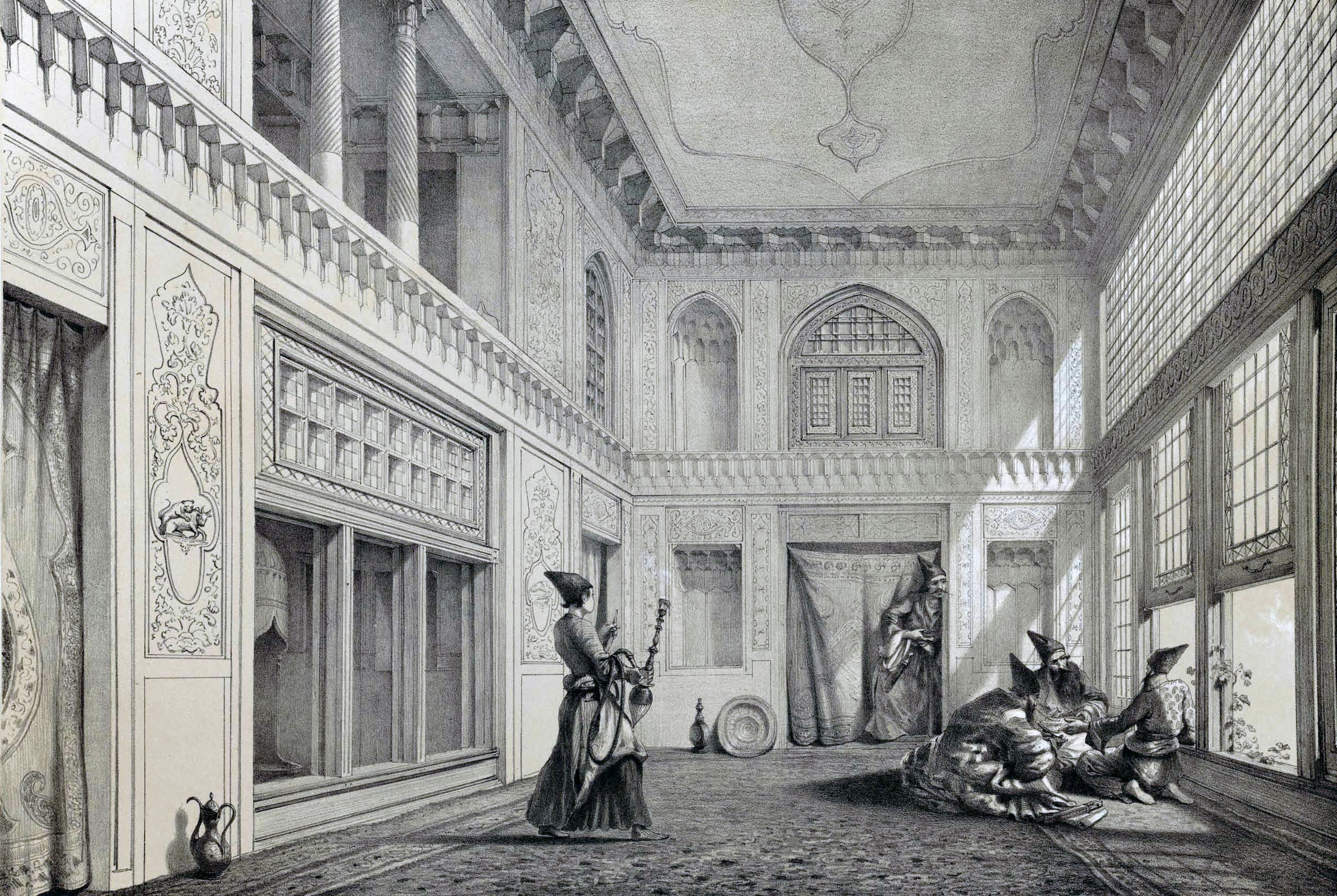
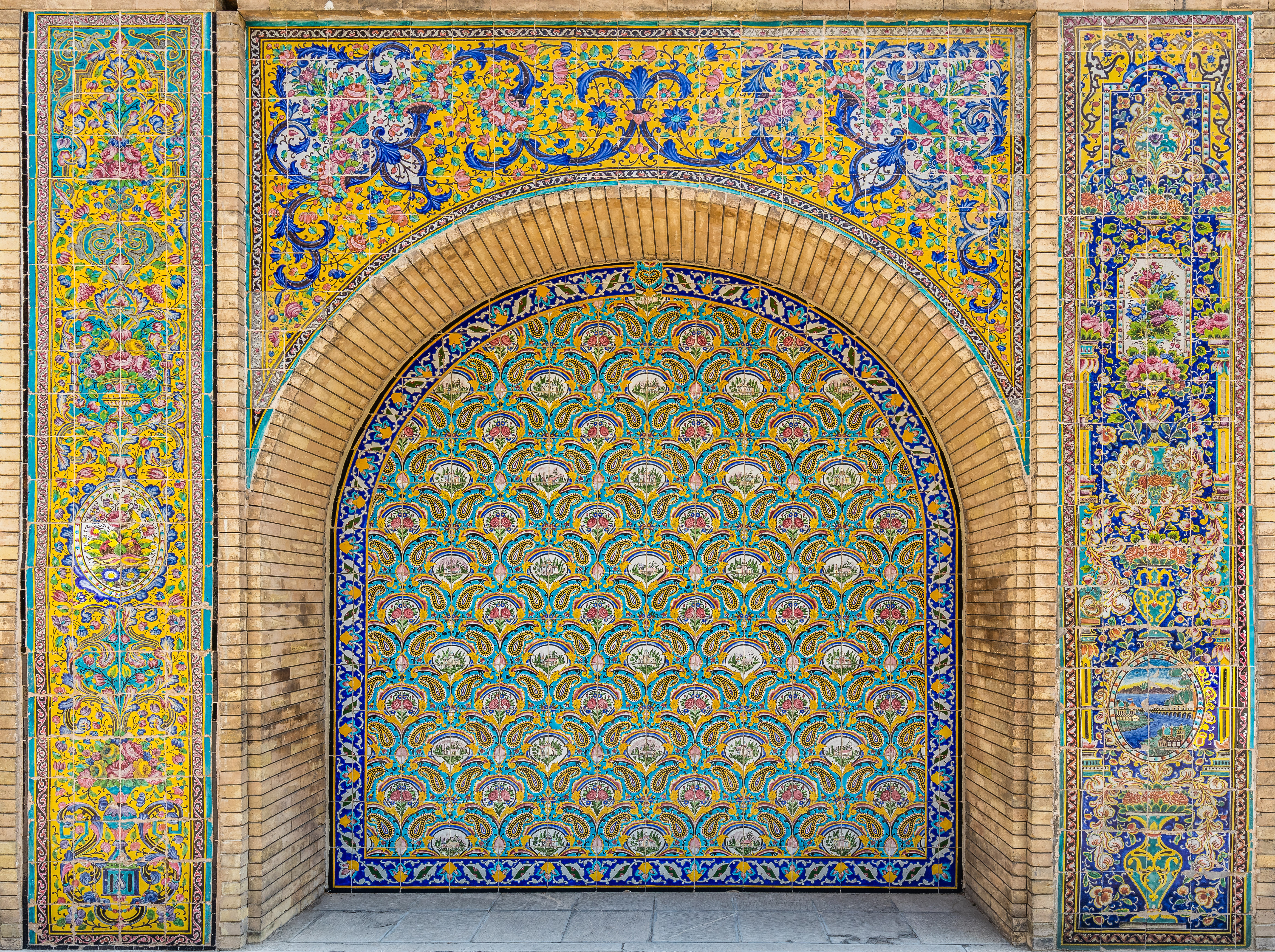
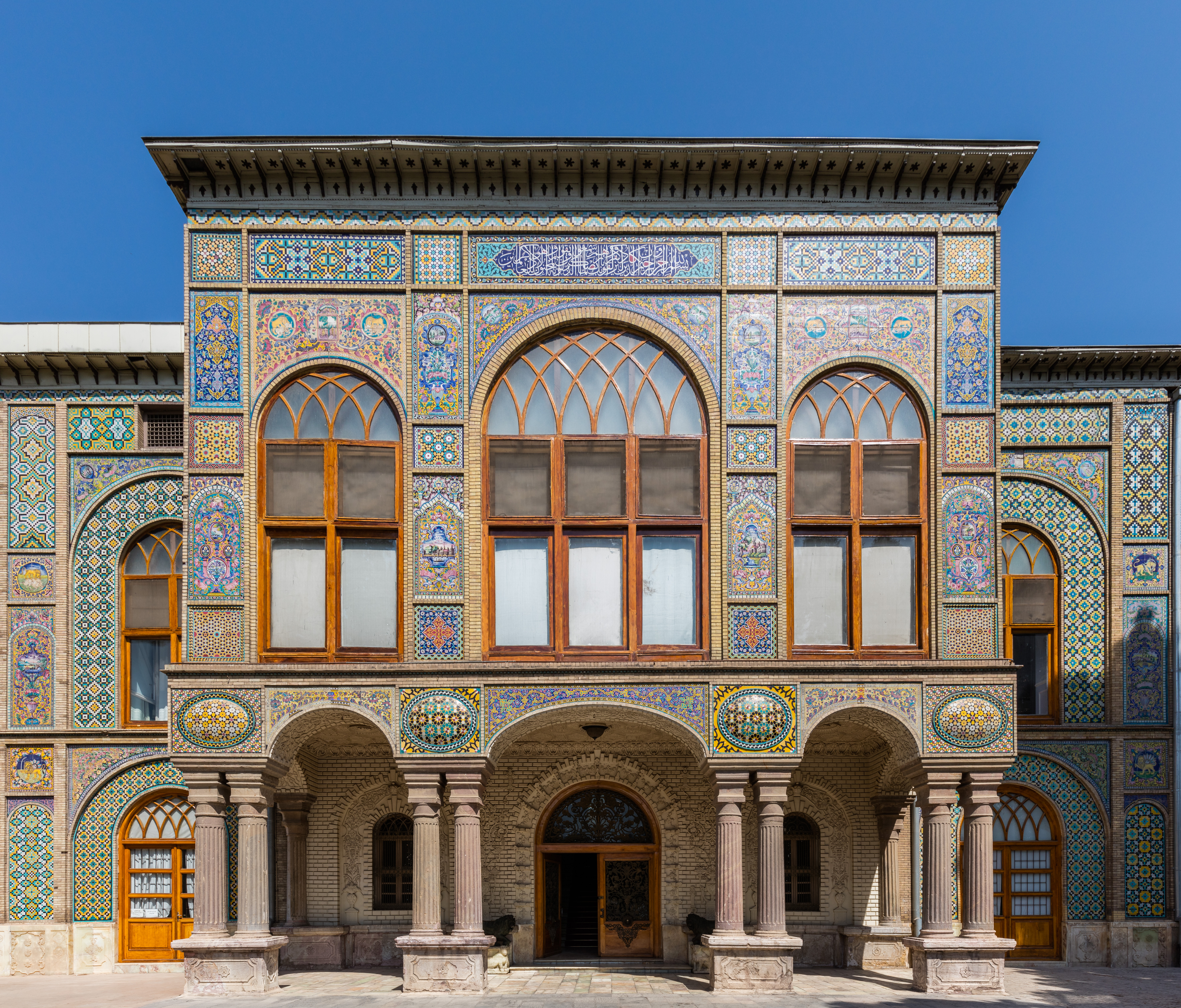
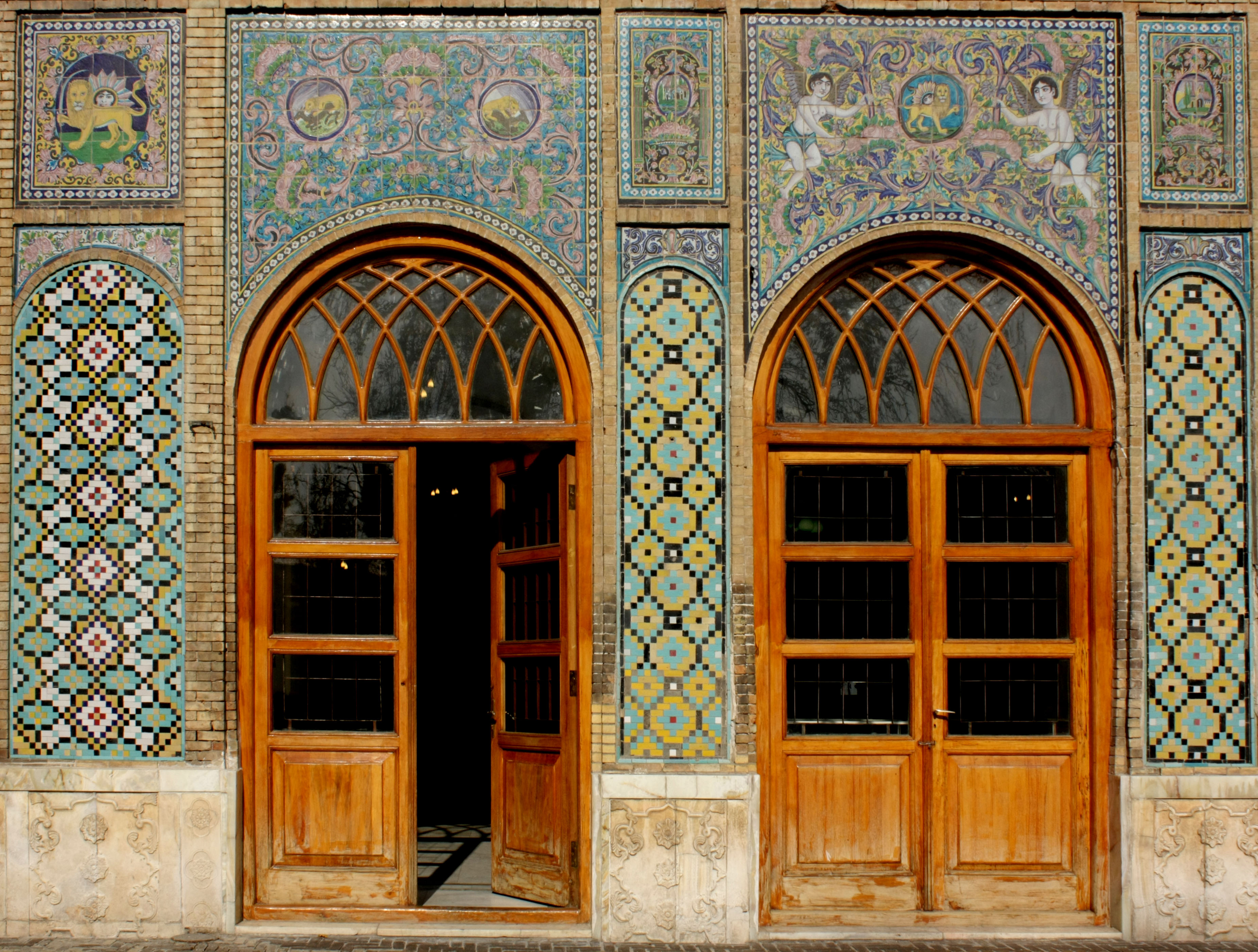
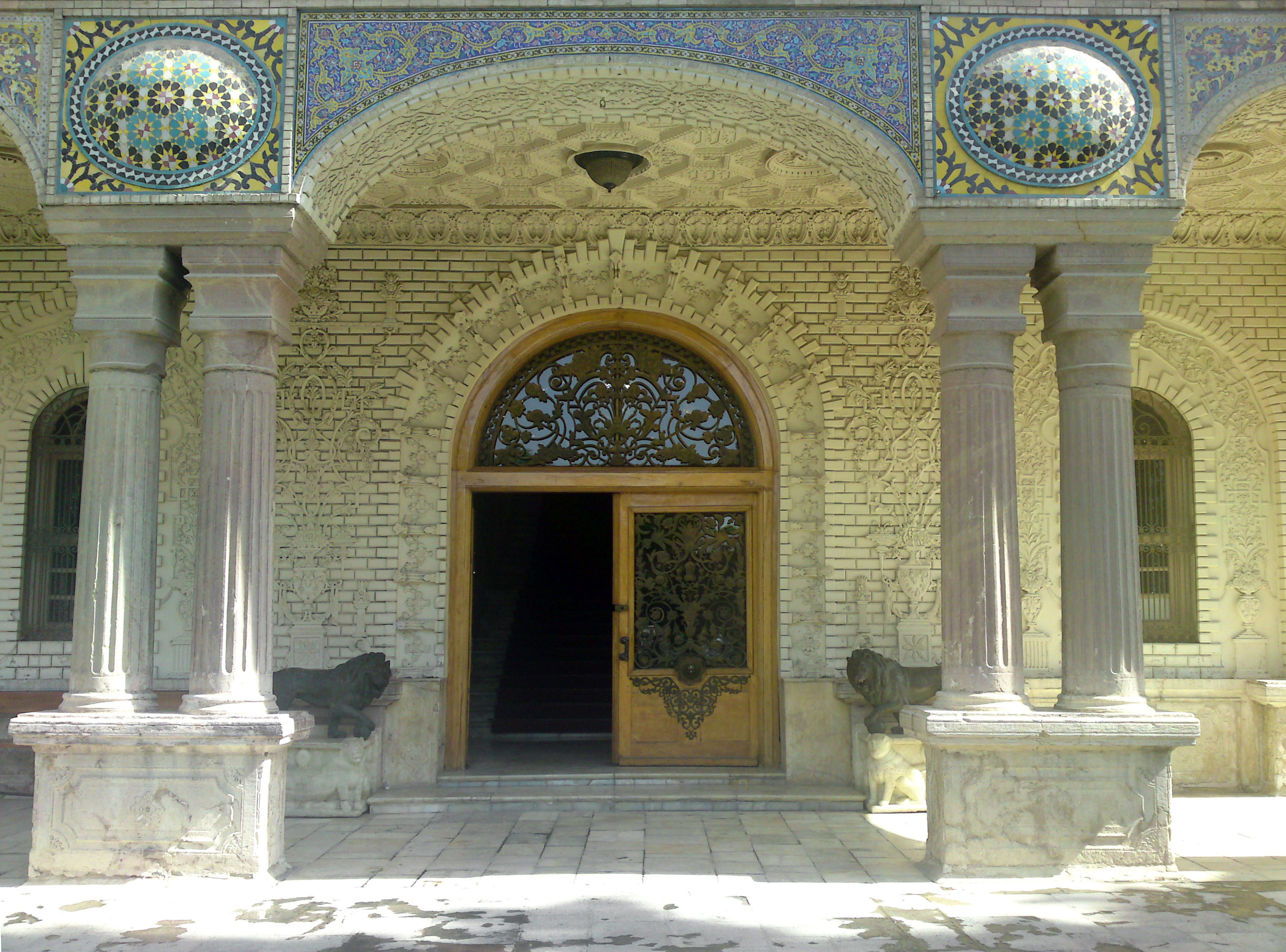
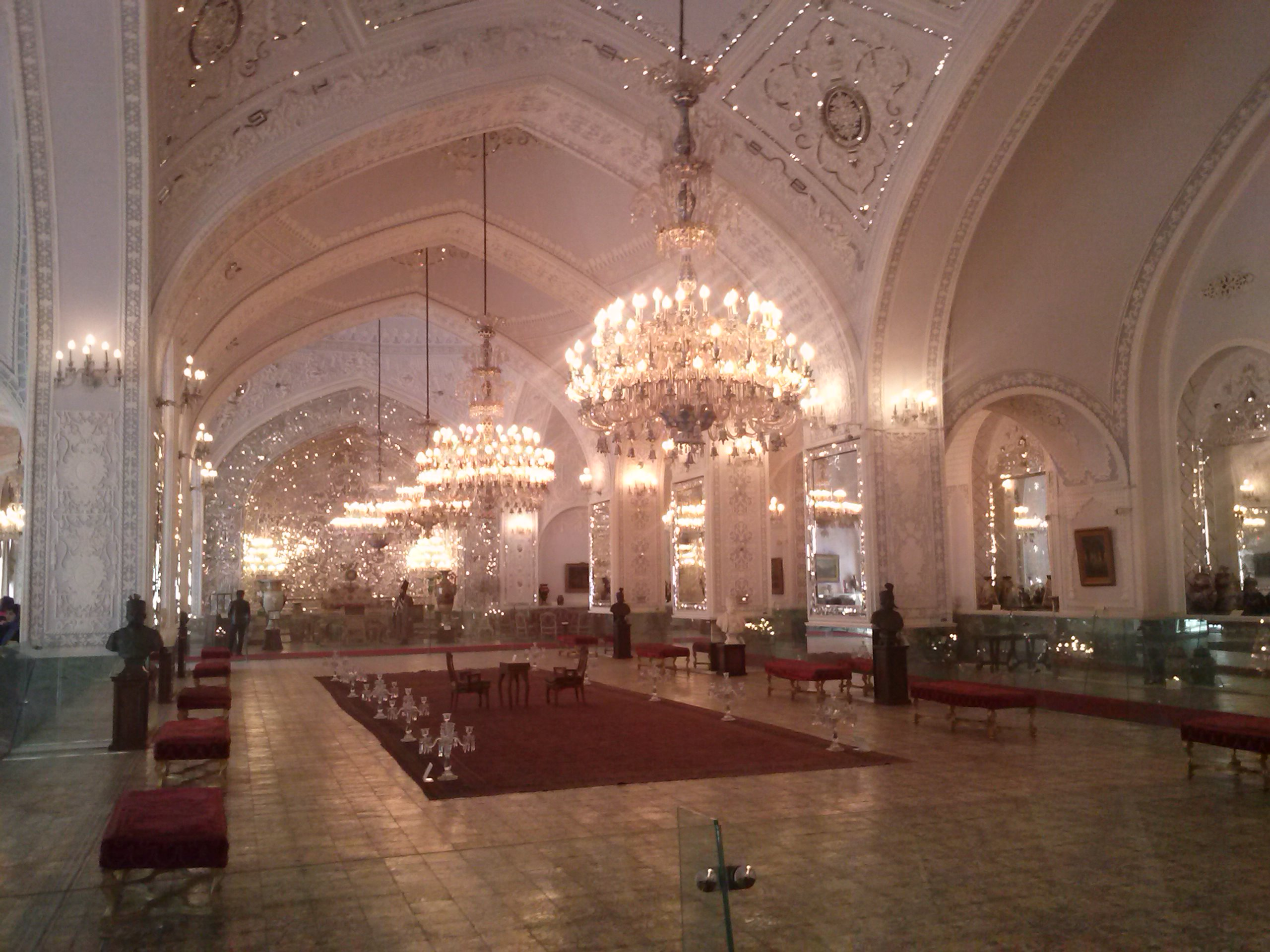
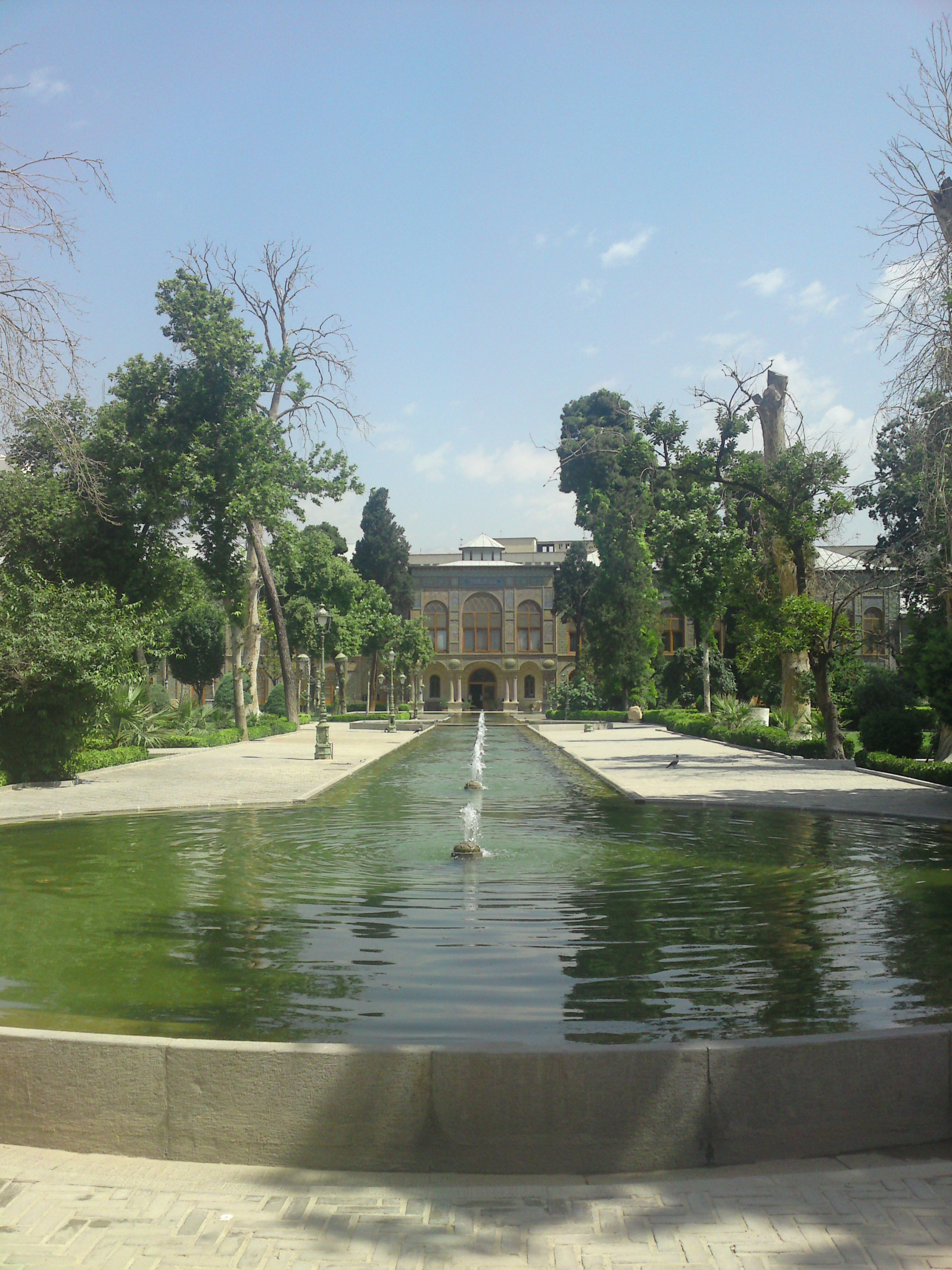
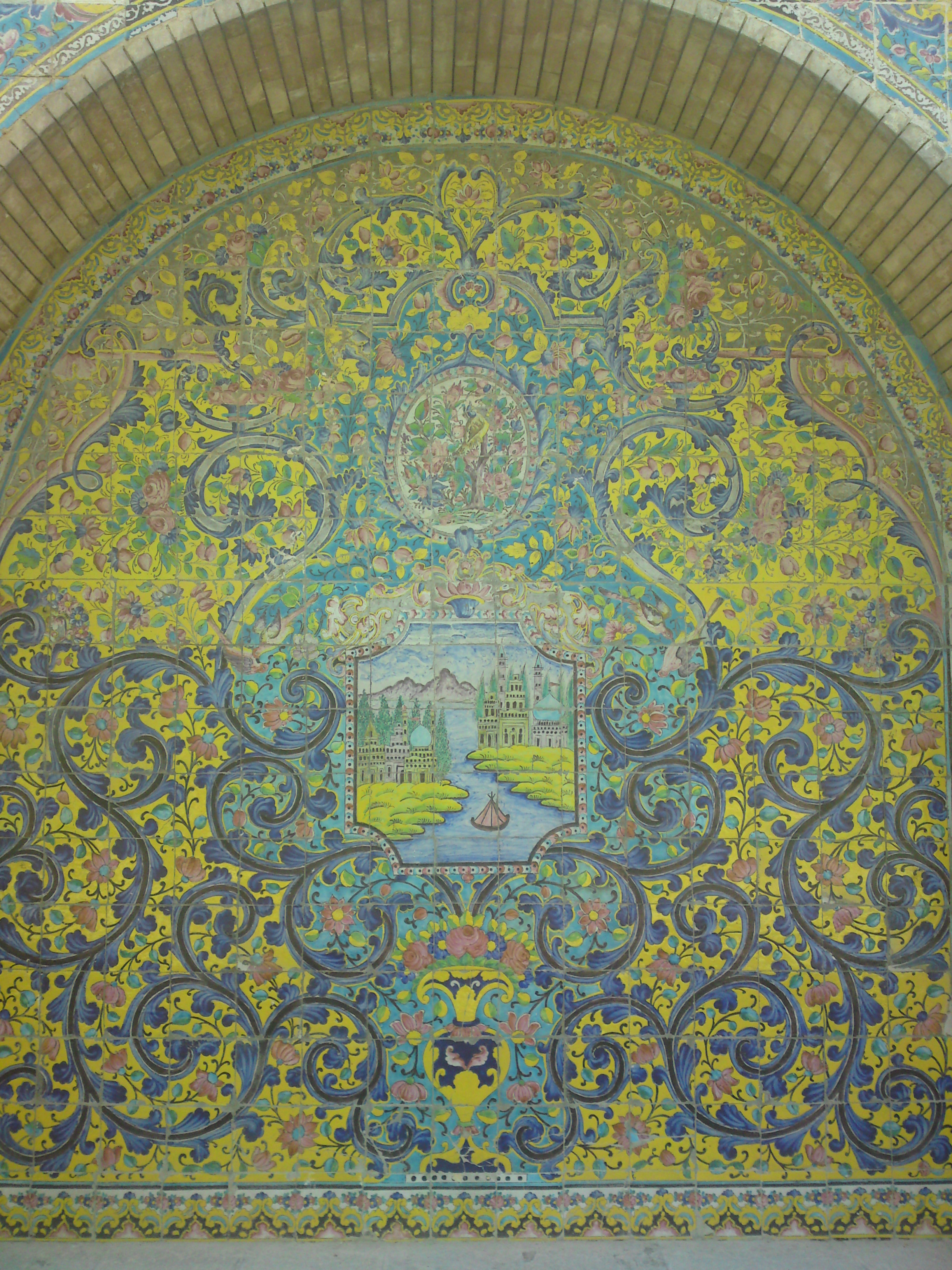
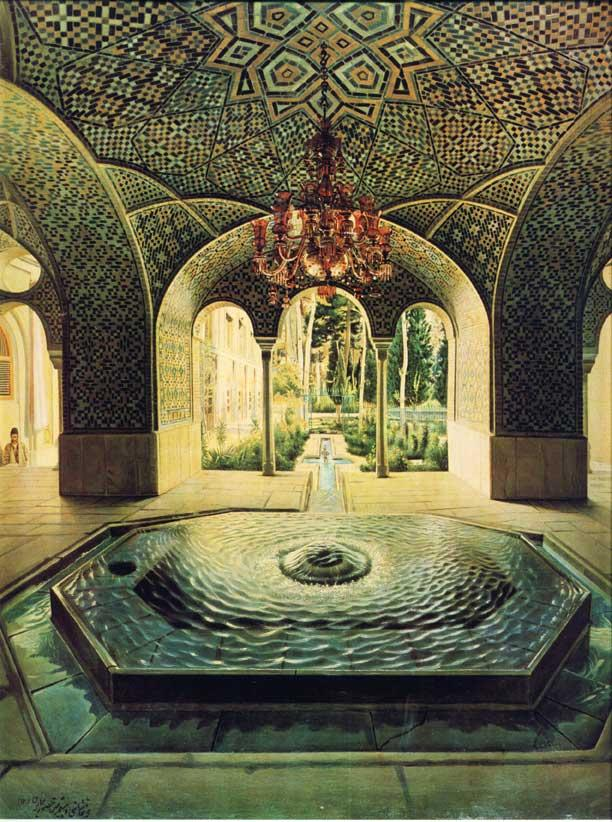
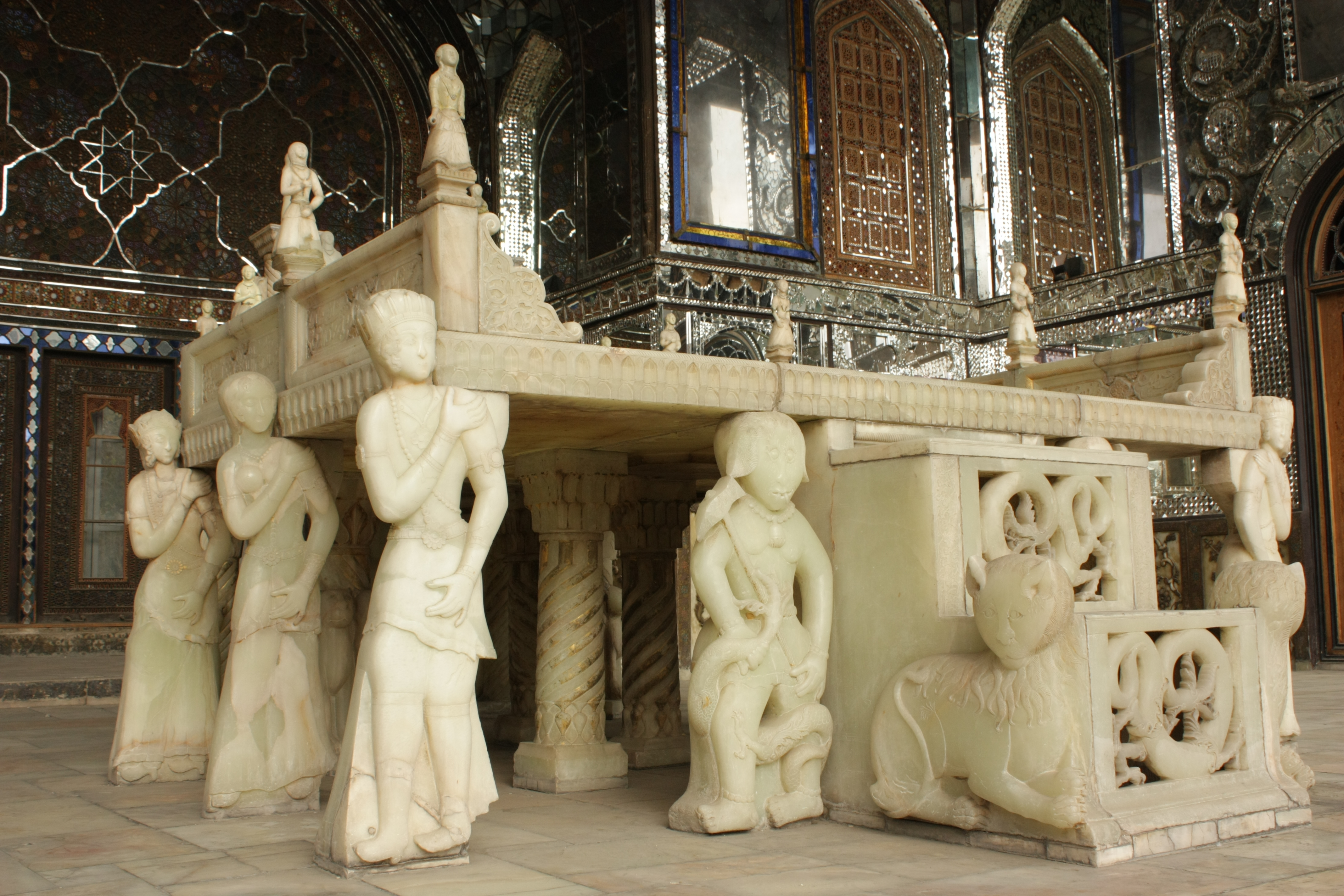
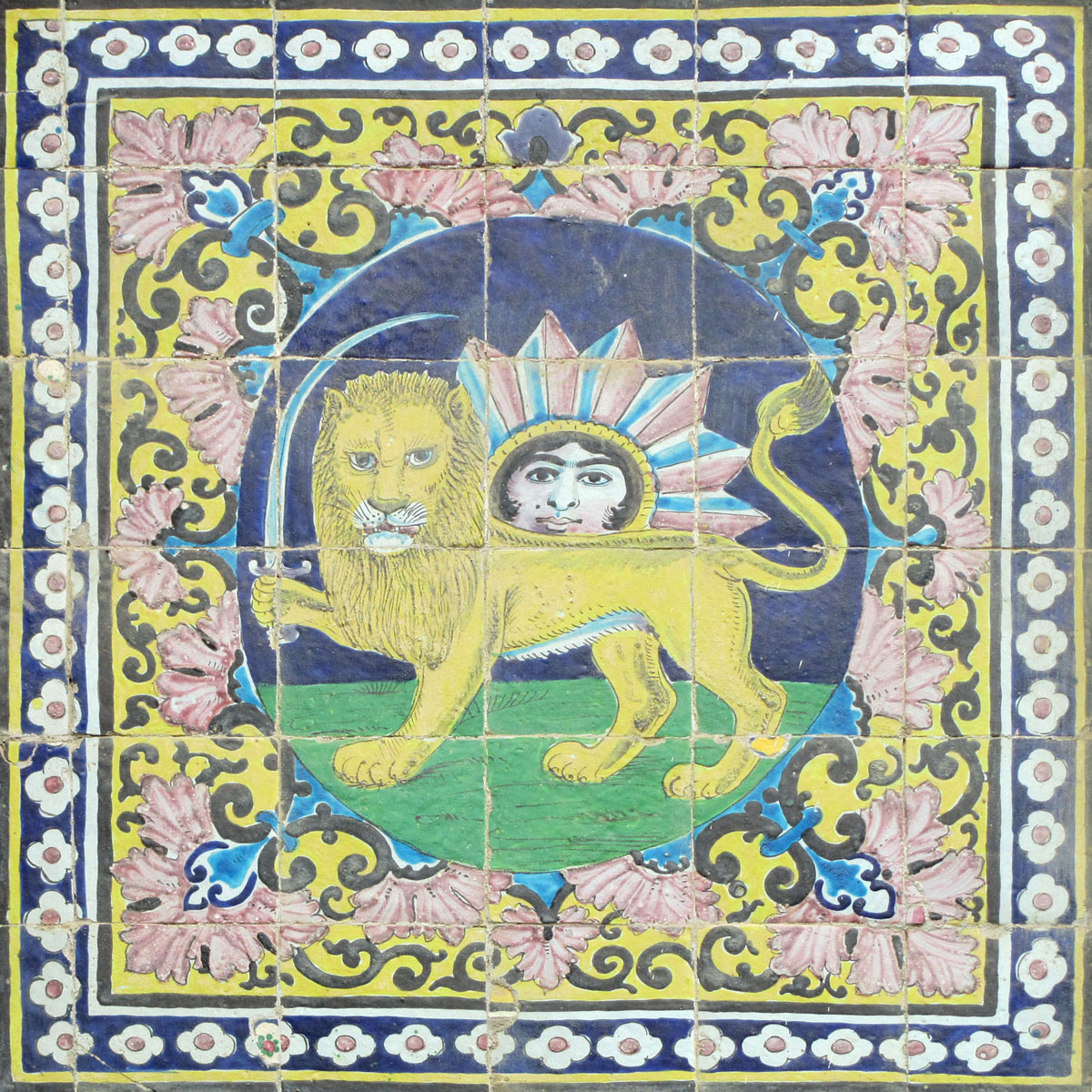
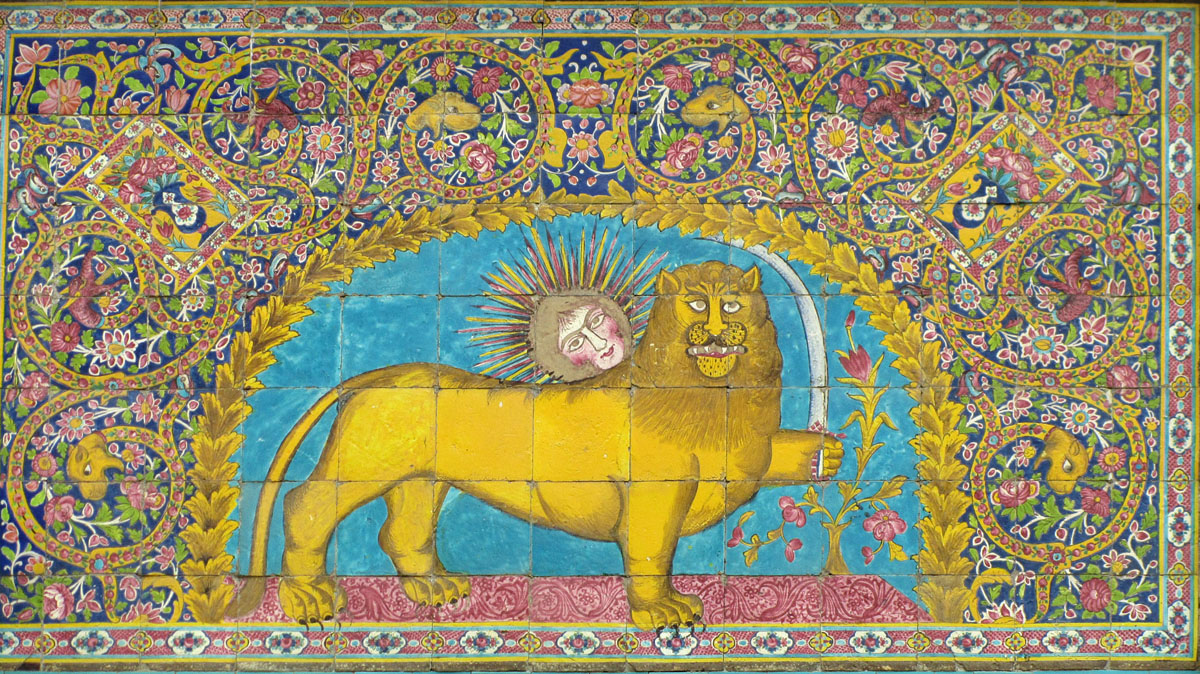
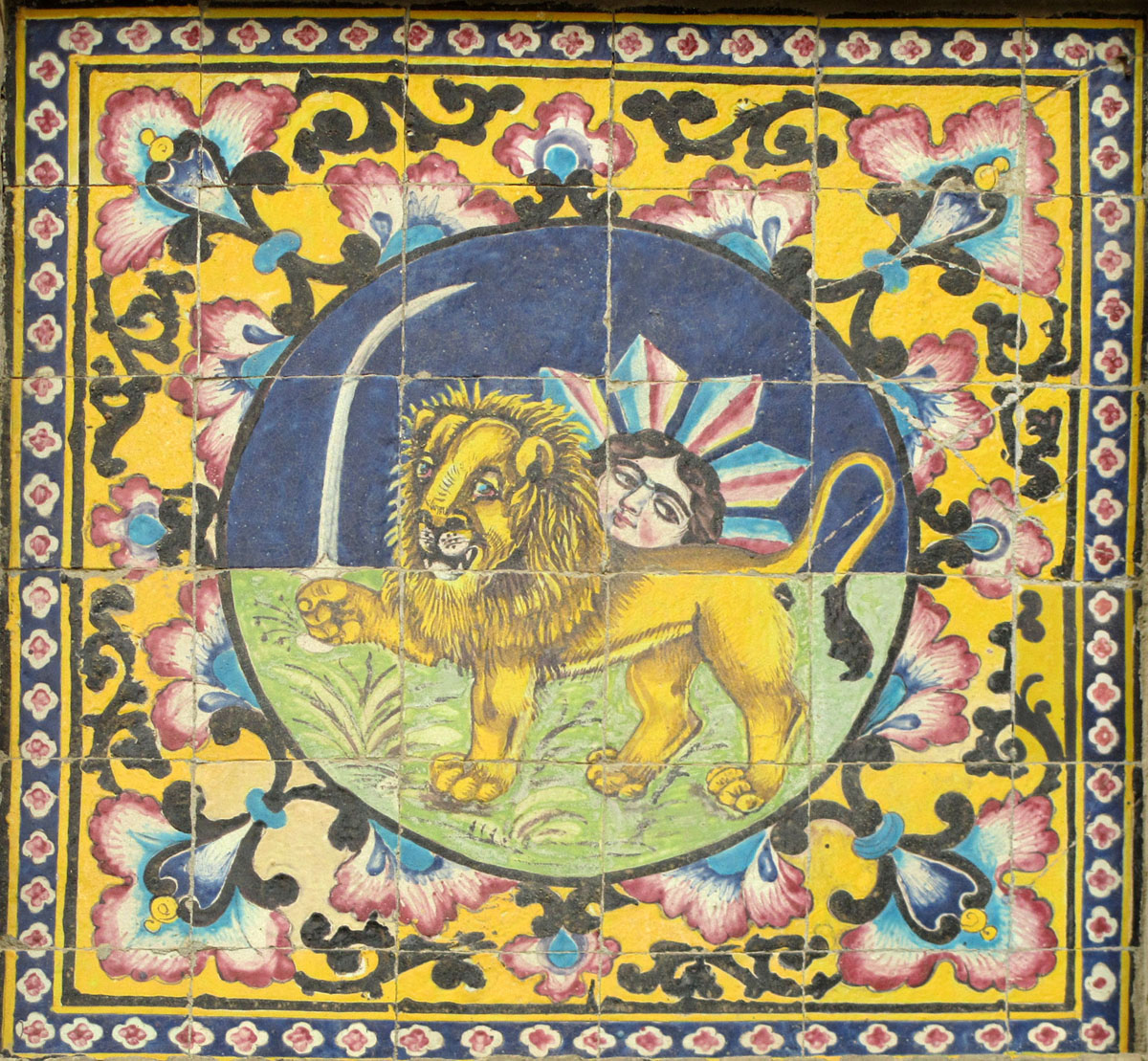
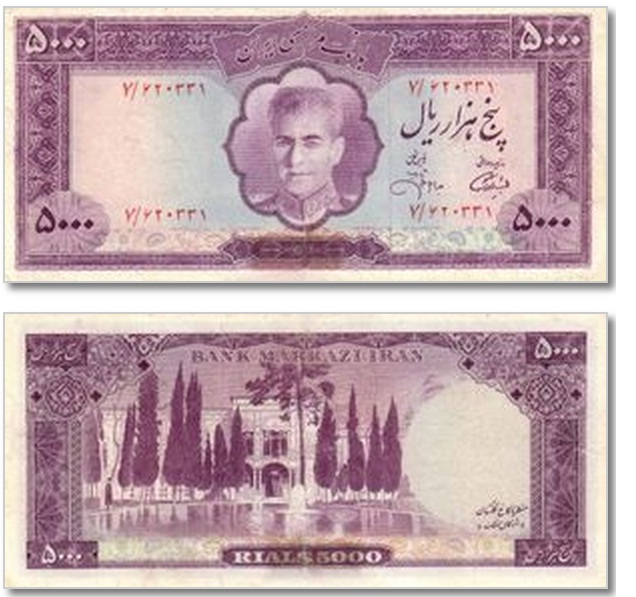
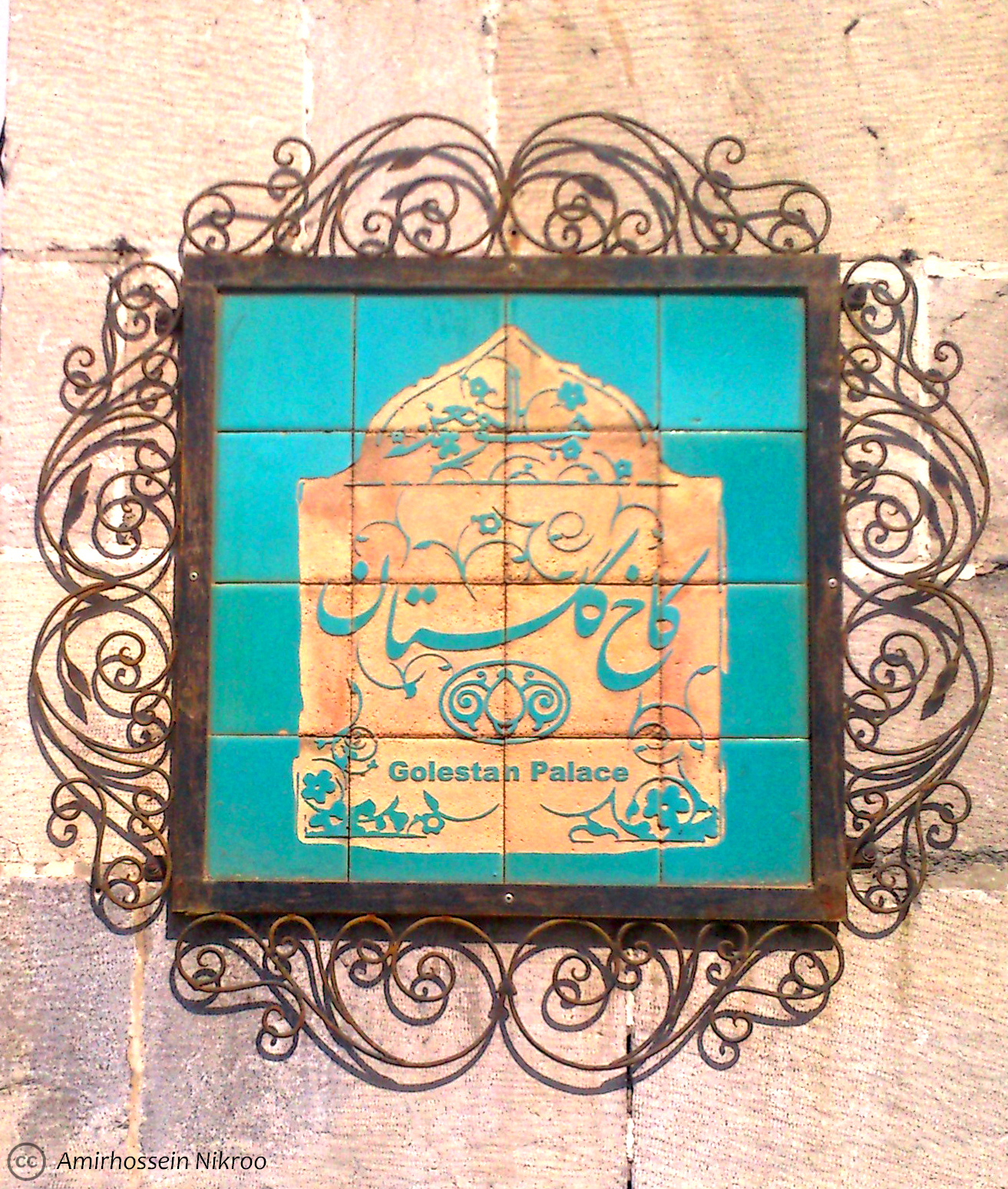
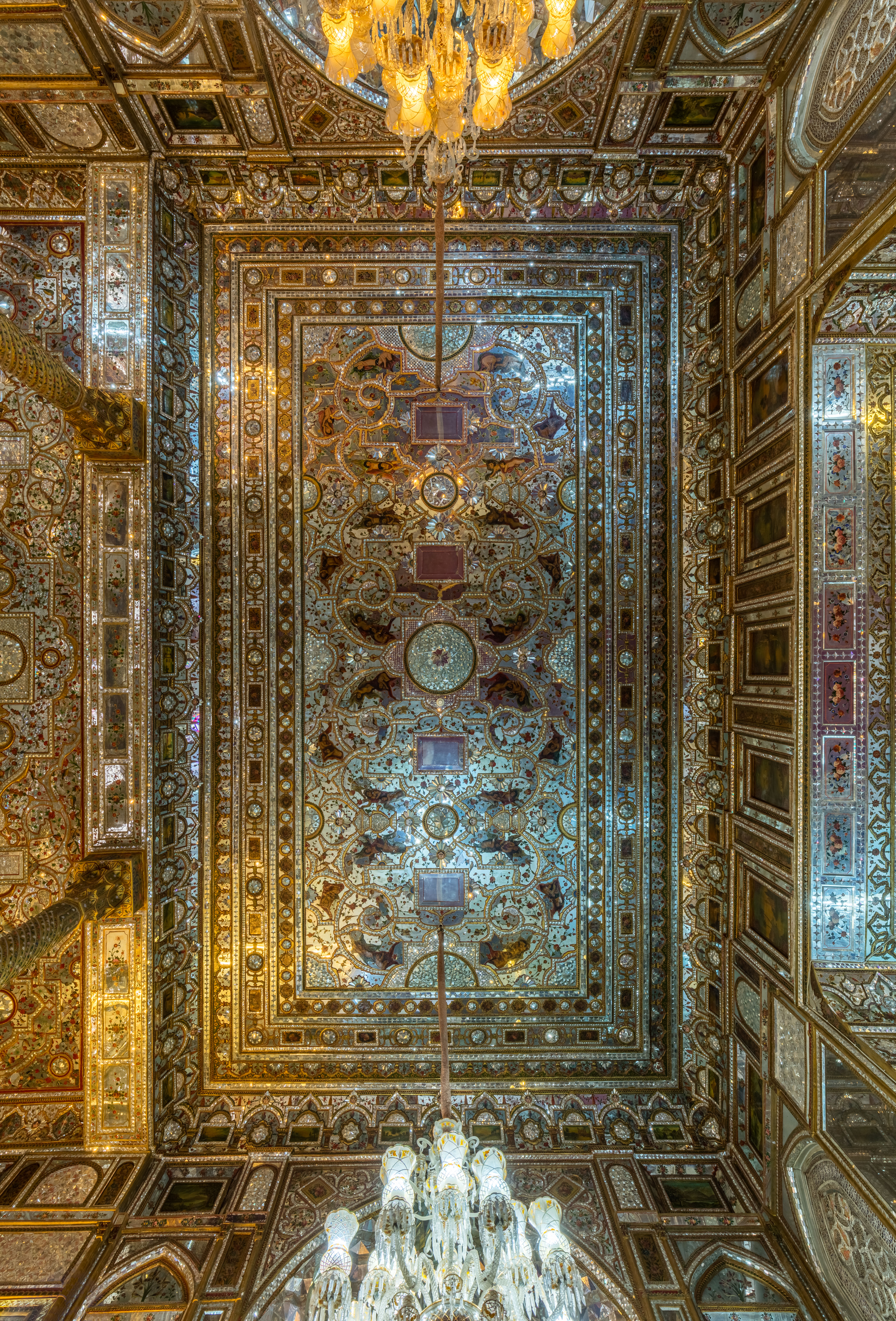
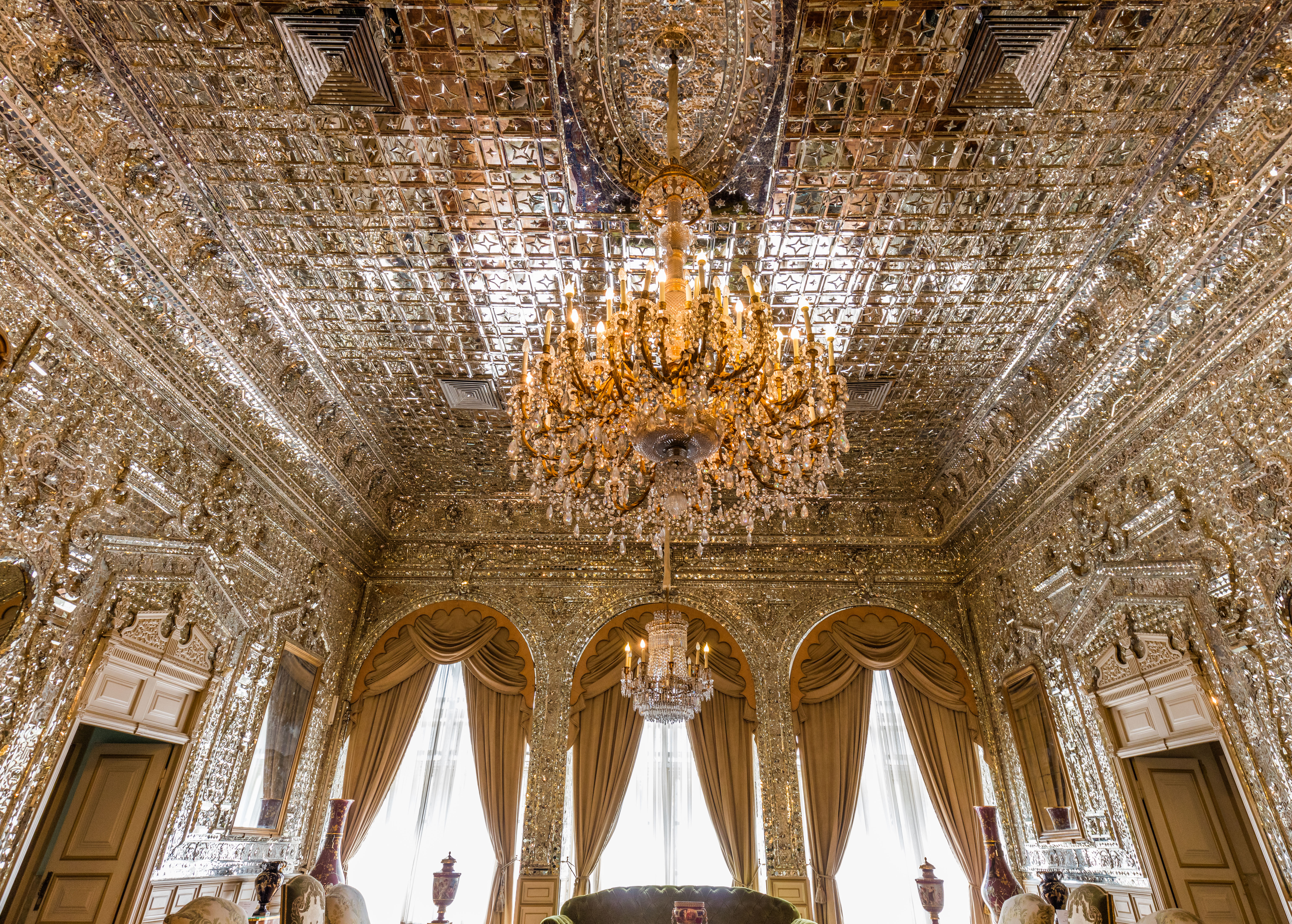
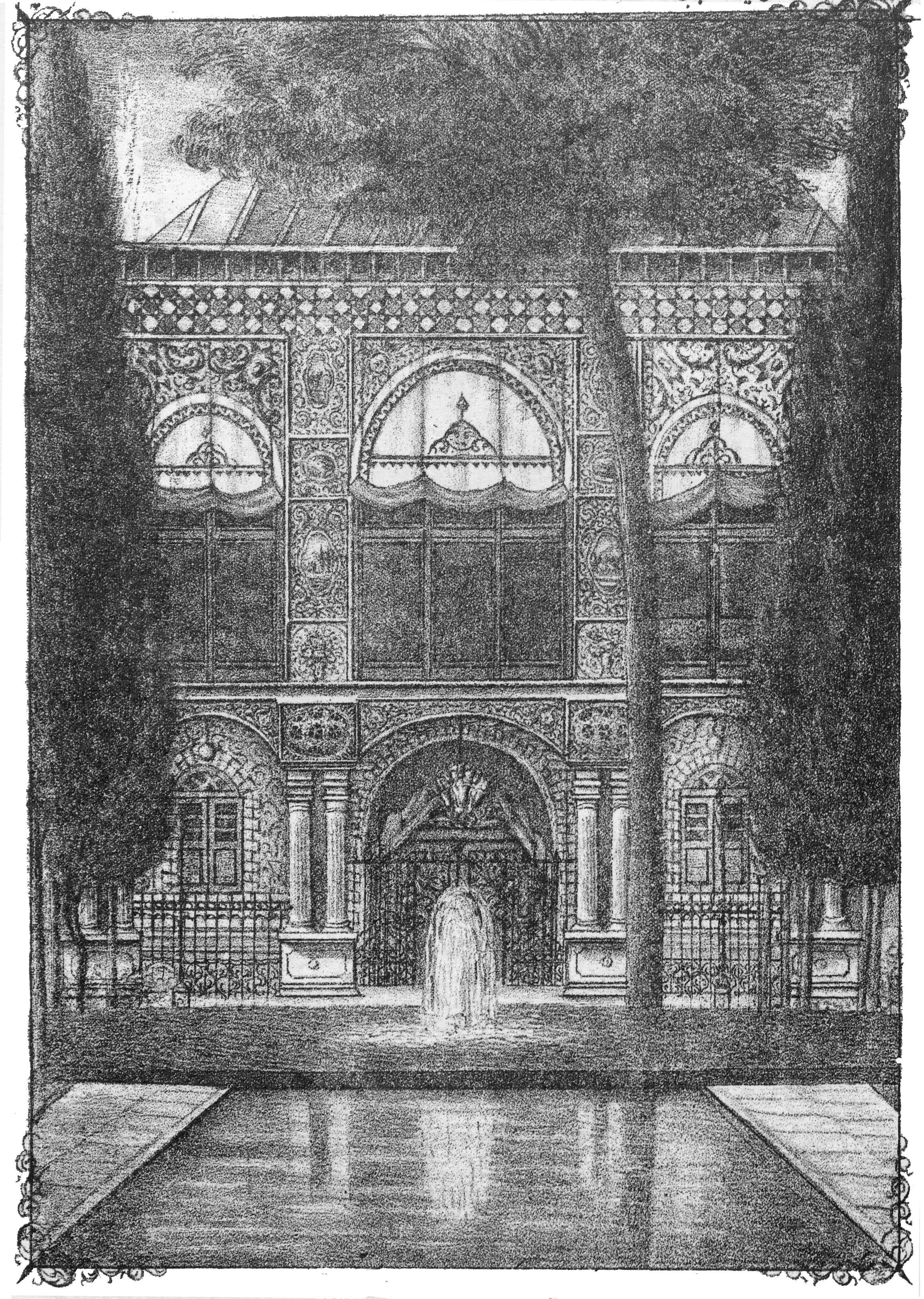
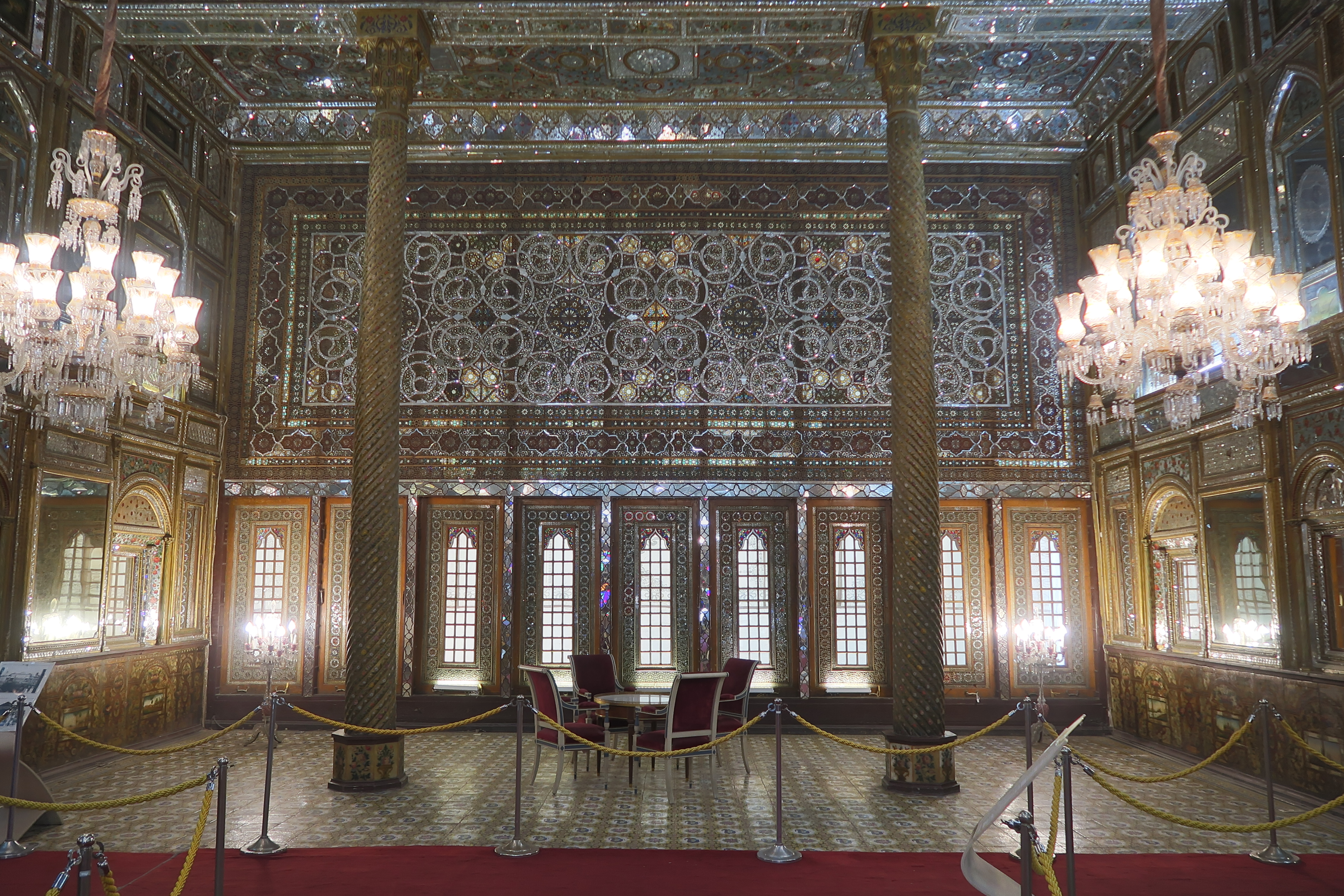